# Clemens Leander
Clemens Leander (* 10. September 1988 in Hoyerswerda) ist ein deutscher Kostümbildner und Ausstatter.

## Leben und Werk
Clemens Leander zog nach dem Abitur von Sachsen nach Berlin und begann dort mit ersten Assistenzen im Kostüm- und Bühnenbild. Parallel dazu studierte er Theaterwissenschaften und Kunstgeschichte an der Freien Universität Berlin.
Seit 2009 ist er als Kostümbildner tätig. In den Spielzeiten 2013/14 und 2014/15 war er Leiter der Kostümabteilung am Theater an der Parkaue, Junges Staatstheater Berlin. Im Anschluss begann er seine Arbeit bei den Salzburger Festspielen in der Produktionsleitung der Kostümabteilung. Dort betreute er bis 2020 alle Schauspielproduktionen des Festivals. 2018 war er stellvertretender Kostümleiter am Wiener Burgtheater.
Bereits 2015 entwarf er das erste Kostümbild für die Regisseurin Clara Weyde. Beide verbindet seitdem eine enge Zusammenarbeit. So übernahm er mit der Spielzeit 2022/23, zusammen mit  Clara Weyde und dem Dramaturgen Bastian Lomsché, die Schauspieldirektion am Theater Magdeburg. Des Weiteren arbeitete Clemens Leander für und mit Regisseuren wie Ulrich Rasche, Alice Buddeberg, Florian Hein, Christian Schlüter, Markus Heinzelmann oder dem Performancekollektiv Showcase Beat Le Mot zusammen.
Seine Arbeiten waren  unter anderem an der Schaubühne am Lehniner Platz, dem Deutschen Theater Berlin, den Schauspielhäusern Hamburg und Graz, den Staatstheatern Hannover und Nürnberg, den Theatern Bonn, Dortmund, Freiburg, Osnabrück und Bielefeld, sowie auf Kampnagel oder dem HAU (Hebbel am Ufer) in Berlin zu sehen.
In der Spielzeit 2024/25 war als Kostümbildner bei der Produktion Romeo und Julia das erste Mal am Mecklenburgischen Staatstheater Schwerin tätig.

## Theaterarbeiten (Auswahl)
- 2013: Sie leben! Sie leben! Sie leben noch immer! (UA) von Lothar TrolIe | Regie: Sascha Bunge | Theater an der Parkaue, Junges Staatstheater Berlin[5]
- 2014: Unermesslich von Carlos Manuel | Regie: Carlos Manuel | Theater an der Parkaue, Junges Staatstheater Berlin[6]
- 2015: Juli von Iwan Wyrypajew | Regie: Clara Weyde | Kampnagel Hamburg[7]
- 2015: Das unmöglich mögliche Haus von und mit Forced Entertainment | Regie: Tim Etchells, Robin Arthur | Theater an der Parkaue, Junges Staatstheater Berlin[8]
- 2015: Die Zofen von Jean Genet | Regie: Carlos Manuel | Theater Bielefeld[9]
- 2015: Hiob nach Joseph Roth | Regie: Christian Schlüter | Theater Bielefeld[10]
- 2015 Gefühle, nothing but | Performance von Showcase Beat Le Mot | HAU Berlin[11]
- 2016 Funny Girl von Anthony McCarten | Regie: Clara Weyde | Deutsches Schauspielhaus Hamburg[12]
- 2016: Ein Sommernachtstraum von William Shakespeare | Regie: Clara Weyde | Deutsches Schauspielhaus Hamburg[13]
- 2017: Ruf der Wildnis von Soeren Voima nach Jack London | Regie: Clara Weyde | Staatstheater Hannover[14]
- 2018: Supergutman von Lukas Linder | Regie: Clara Weyde | Theater Bonn[15]
- 2018: Das Urteil eine Heimsuchung nach Franz Kafka | Regie: Clara Weyde | Deutsches Schauspielhaus Hamburg[16]
- 2018: Der Teufel mit den drei goldenen Haaren | Performance von Showcase Beat Le Mot | Theater Freiburg[17]
- 2019: Wie es euch gefällt von William Shakespeare | Regie: Christian Schlüter | Theater Bielefeld[18]
- 2019: König Ubu von Alfred Jarry | Regie: Clara Weyde | Theater Bielefeld[19]
- 2019: Der Sandmann von E.T.A Hoffmann | Regie: Clara Weyde | Staatstheater Nürnberg[20]
- 2019: Ruhig Blut von Eleonore Khuen-Belasi | Regie: Clara Weyde | Koproduktion Schauspielhaus Graz und Deutsches Theater Berlin[21]
- 2020: Installation der Angst von Rui Zink | Regie: Clara Weyde | Theater Bonn[22]
- 2020: Psychose 4.48 von Sarah Kane | Regie: Ulrich Rasche | Deutsches Theater Berlin[23]
- 2020: Don Quijote | Performance von Showcase Beat Le Mot | HAU Berlin[24]
- 2020: Tamerlano von Georg Friedrich Händel | Regie: Christian Schlüter | Oper Bielefeld[25]
- 2021: Der große Diktator nach dem Film von Charlie Chaplin | Regie: Clara Weyde | Schauspielhaus Graz[26]
- 2021: Autos von Enis Maci (DE) | Regie: Florian Hein | Theater Dortmund[27]
- 2021: Ödipus von Sophokles | Regie: Ulrich Rasche | Deutsches Theater Berlin[28]
- 2021: Frankenstein nach Mary Shelley | Regie: Clara Weyde | Staatstheater Hannover[29]
- 2021: Fortune von Simon Stephens | Regie: Christian Schlüter | Theater Osnabrück[30]
- 2022: Rose Bernd von Gerhart Hauptmann | Regie: Alice Buddeberg | Theater Bielefeld[31]
- 2022: Die Affäre Rue de Lourcine von Eugène Marin Labich | Regie: Markus Heinzelmann | Theater Bielefeld[32]
- 2022: Ödipus auf dem Mars nach Sophokles | Regie: Florian Hein | Theater Dortmund[33]
- 2022: Der Krieg mit den Molchen nach Karel Čapek | Regie: Clara Weyde | Schaubühne Berlin[34]
- 2022: Das Leben ein Traum nach Pedro Calderón de la Barca | Regie: Clara Weyde | Theater Magdeburg[35]